# 笹川流れ

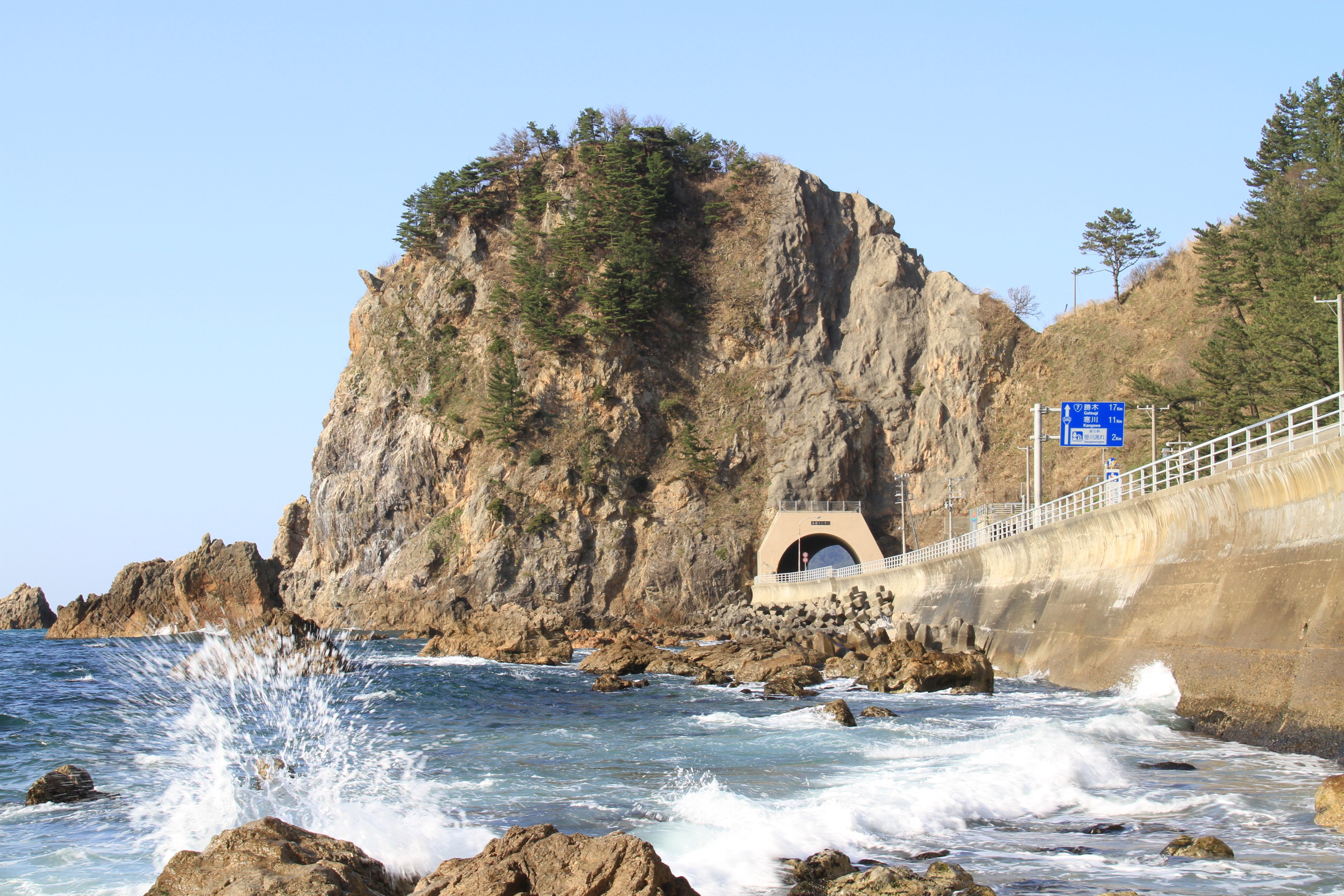
笹川流れの南端とされる鳥越山。

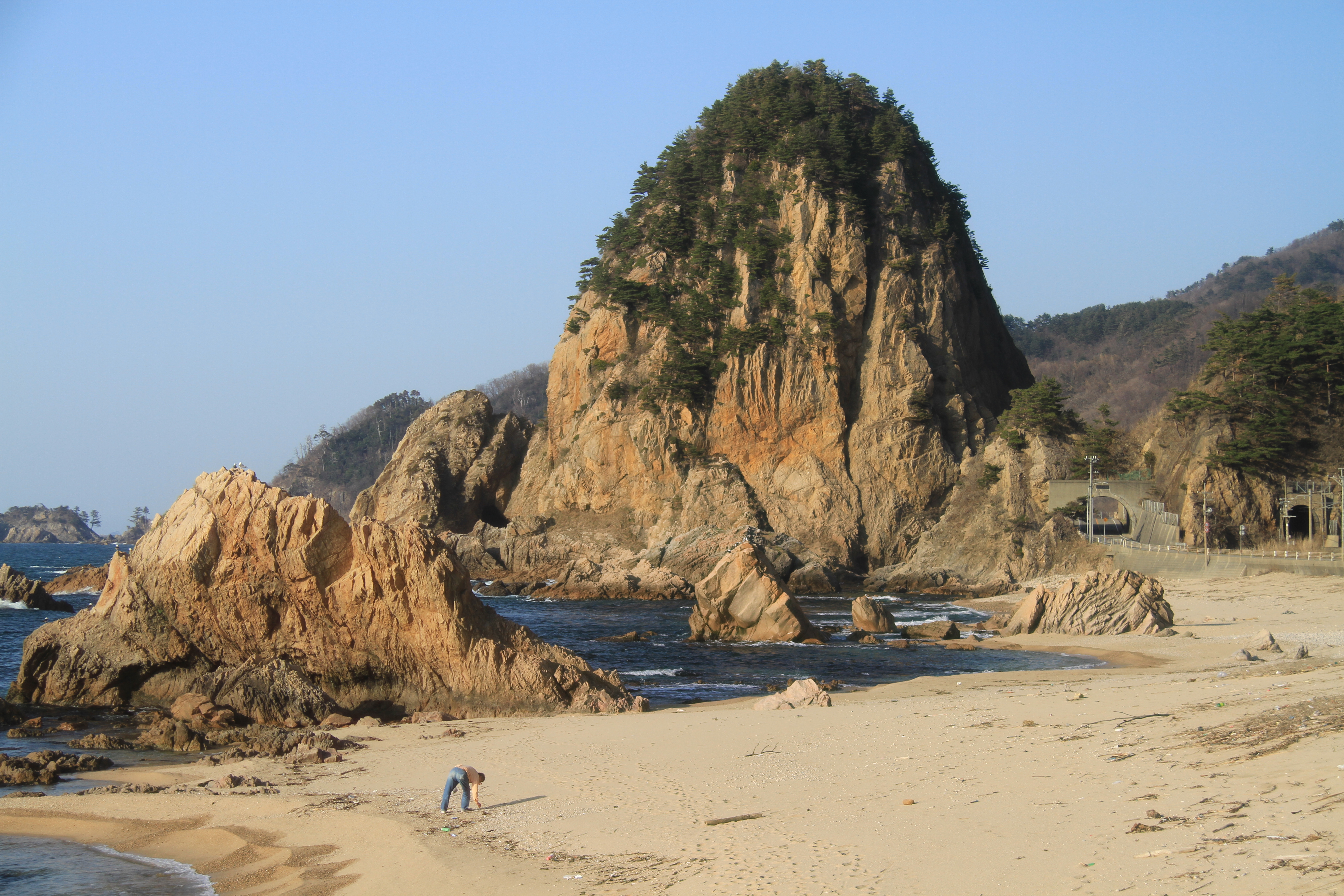
北部に位置する蓬莱山。

笹川流れ（ささがわながれ）は、新潟県村上市にある海岸。国の名勝および天然記念物に指定されている地域で（1927年指定「笹川流」）、日本百景にも選定された県下有数の海岸景勝地である。笹川流れの笹川とは集落名（1889年まで存在した「笹川村」、現・村上市笹川）で、この笹川より沖合いの岩場まで潮流が見られたことが名の由来とされる。

## 概要
『日本地名辞典』によれば、一般に知られる笹川流れは広義での意味であり、狭義ではその中で北半分のみを指すとある。鳥越山から狐崎までの全長11キロメートルで、その間に無数の奇岩、絶壁、洞穴が連続する。眼鏡岩、びょうぶ岩、ニタリ岩、恐竜岩、蓬莱山などの奇勝があり、観光船で探勝できる。
国道345号（日本海夕日ライン）とJR羽越本線が海岸に並行して走っている。JR羽越本線桑川駅と併設されている「道の駅笹川流れ」から日没時には、綺麗な夕日が眺められる。
この笹川流れ海岸付近の羽越本線は、C57やD51などの蒸気機関車が活躍していた1960年代中期からのSLブームの頃からの鉄道写真撮影の名所としても知られ、夏は風光明媚で冬は荒々しい海岸沿いを行く列車を撮影する数多くの鉄道ファンで賑わっている。
一帯は瀬波笹川流れ粟島県立自然公園に含まれる。

## ギャラリー

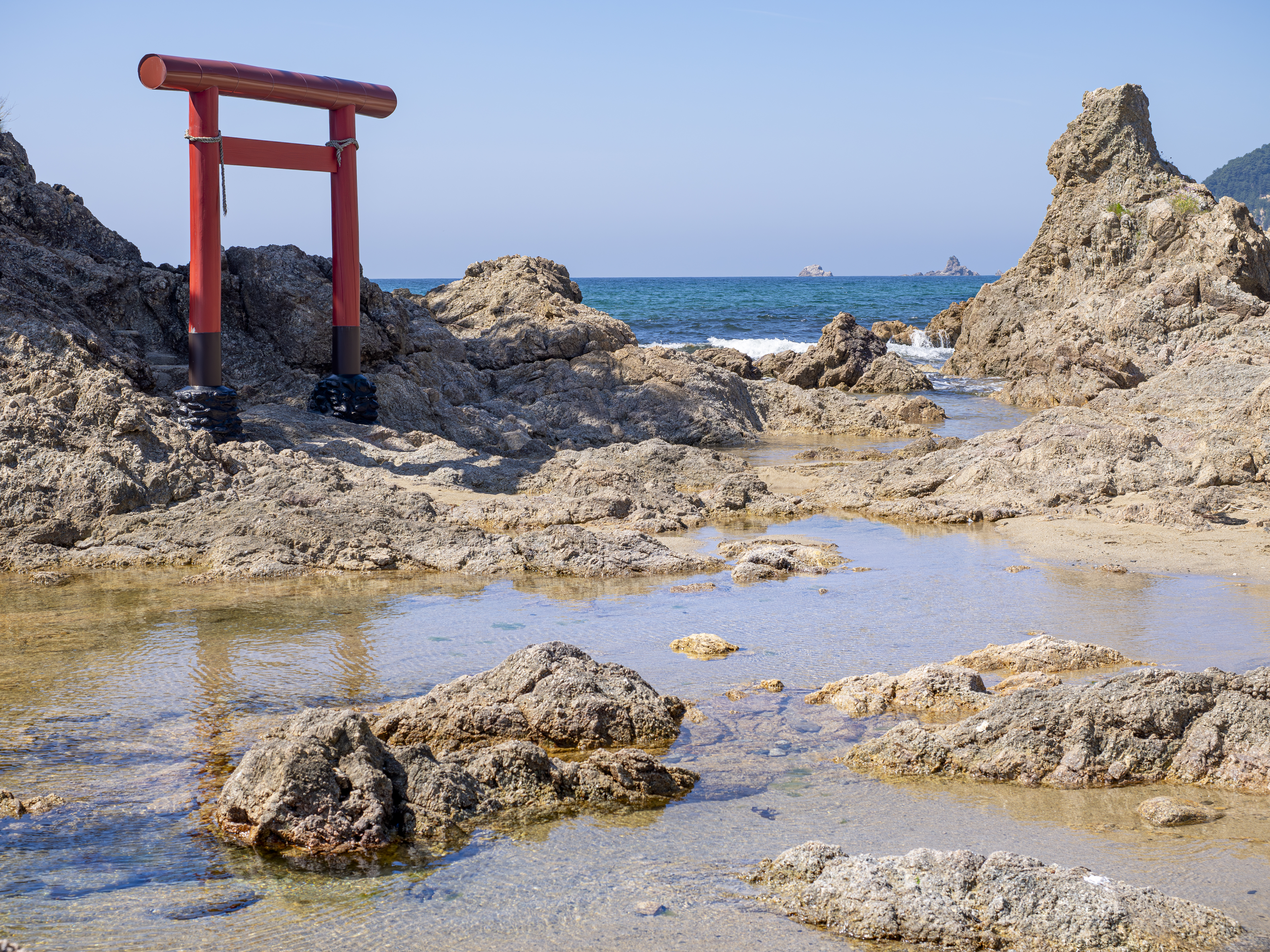
弁天岩
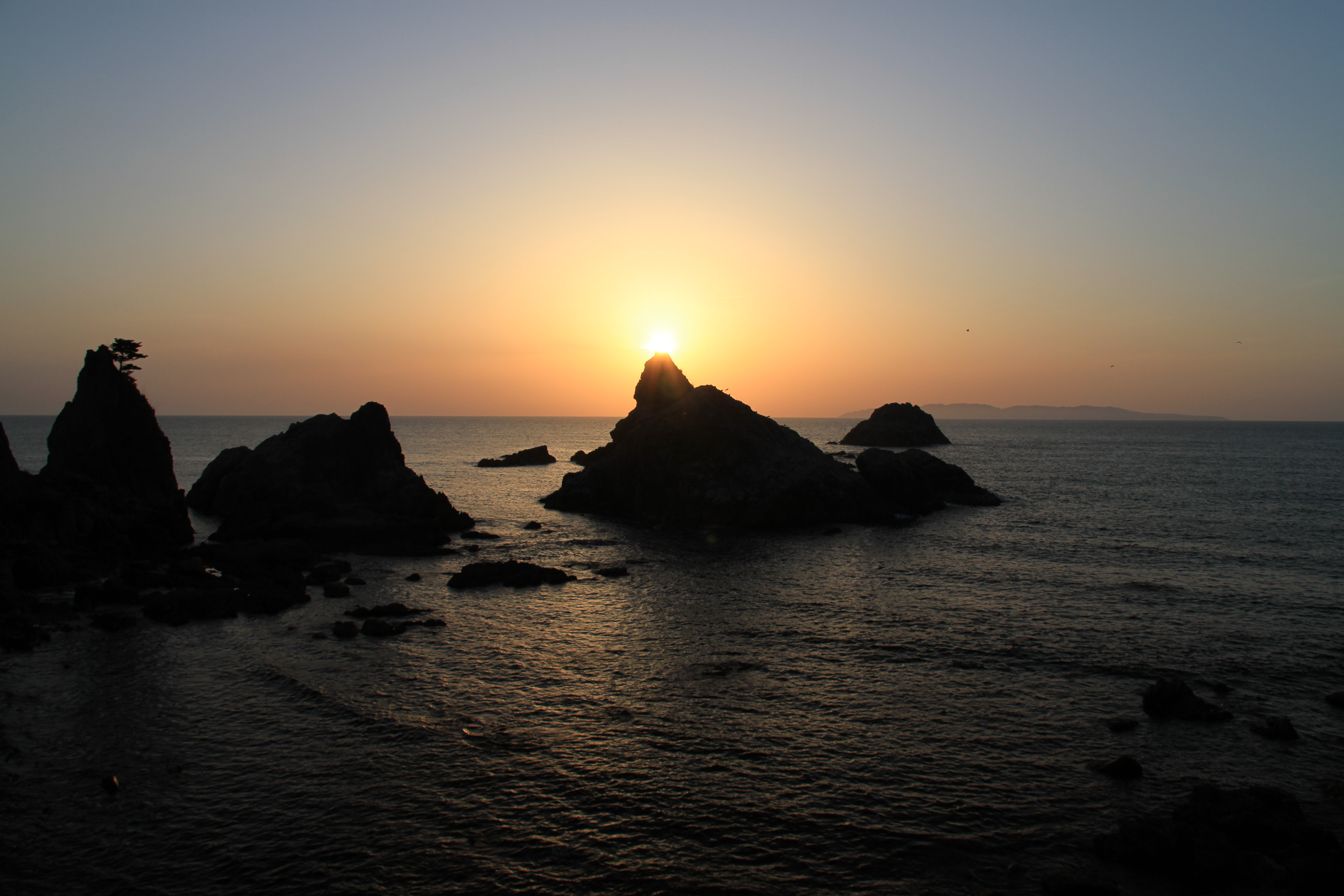
笹川流れの夕日
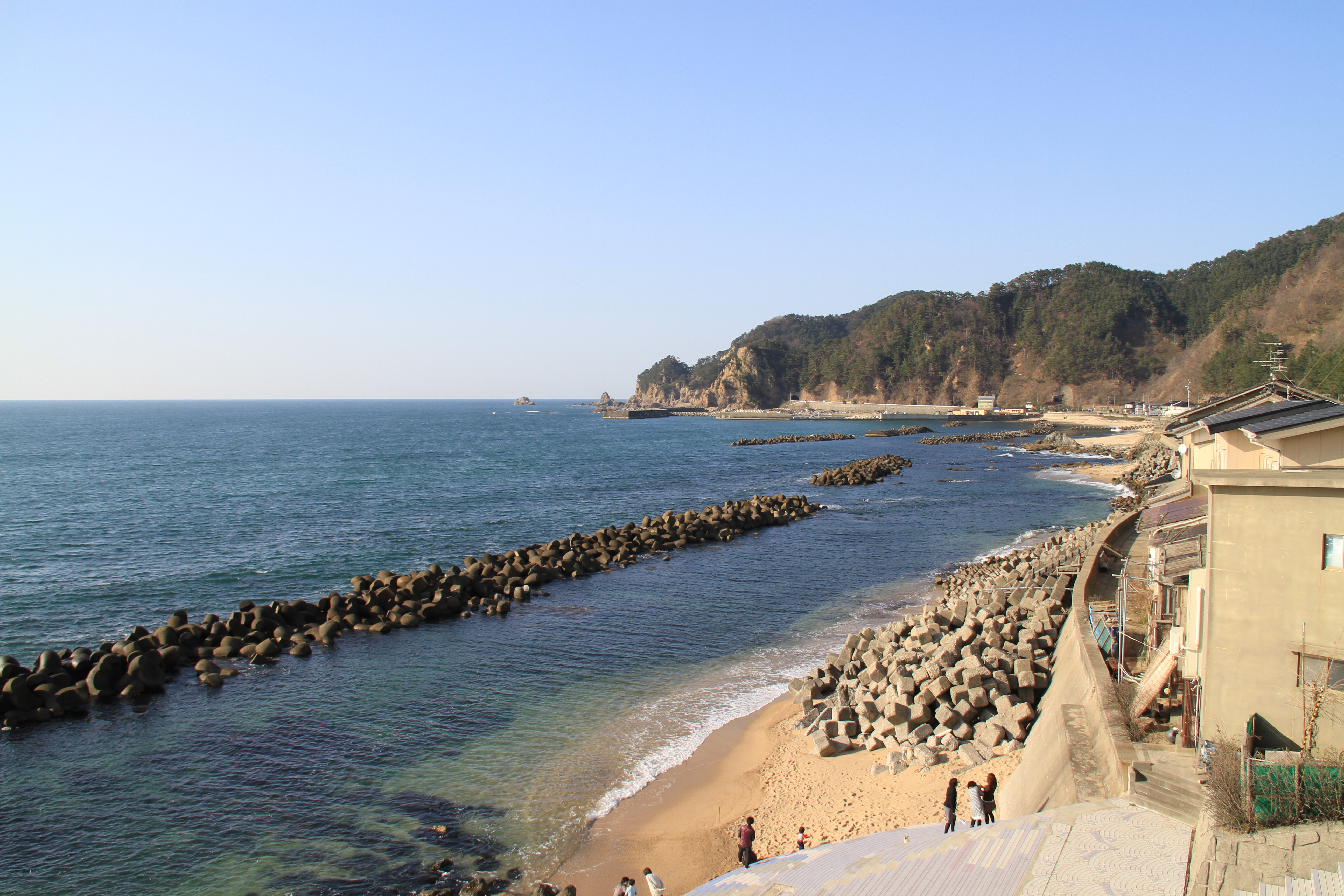
桑川駅前

## 交通アクセス
- 公共交通：JR羽越本線桑川駅・今川駅・越後寒川駅付近。車窓からも楽しむことができ、週末を中心に観光列車「海里」（2019年9月までは「きらきらうえつ」）が運行される。平日限定で新潟交通観光バスの路線バスも並行して運行される（詳細は新潟交通観光バス#村上営業所の図を参照）。
- 車：JR村上駅より約30分。同駅にレンタカーあり。